# فاتون توسکی
فاتون توسکی (به صربی: Faton Toski) یک بازیکن فوتبال در پست مهاجم اهل کوزوو است که برای باشگاه فوتبال اف‌اس‌وی فرانکفورت در بوندس‌لیگا ۲ و در پست هافبک بازی می‌کند. وی که اصالتاً اهل کوزوو است برای تیم ملی این کشور بازی می‌کند.
وی در زمستان ۲۰۱۶ مورد توجه باشگاه استقلال تهران قرارگرفت.
هافبک چپ پای مدنظر آبی‌ها، توانایی بازی در دو پست گوش چپ و پشت مهاجمان را دارد. فاتون دست‌پرورده تیم‌های پایه اینتراخت فرانکفورت است. این کوزوویی - آلمانی از سال ۱۹۹۴ وقتی نونهال بود پای به مدرسه فوتبال اینتراخت گذاشت و تا سال ۲۰۱۰ که تصمیم گرفت راهی بوخوم شود در این تیم توپ زد.
توسکی طی سال‌های ۲۰۰۶ تا ۲۰۱۰ برای تیم‌های اول و دوم اینتراخت در سه سطح فوتبال آلمان، ۵۵ بازی انجام داد.
فاتون برای اینتراخت فرانکفورت دو، ۲۸ بازی انجام داد و ۷ گل زد. این هافبک طراح در بوندس‌لیگا هم ۲۷ بازی با پیراهن تیم اول شهر فرانکفورت انجام داد که حاصل ثبت ۳ گل بود.